# ان‌جی‌سی ۵۹۰۷
ان‌جی‌سی ۵۹۰۷ (انگلیسی: NGC 5907) نام یک کهکشان در صورت فلکی اژدها است.